# Thị trấn Twardogóra
Gmina Twardogóra là một Gmina thành thị-nông thôn (quận hành chính) ở Oleśnica, Lower Silesian Voivodeship, ở phía tây nam Ba Lan. Khu hành chính của nó là thị trấn Twardogóra, nằm cách khoảng 20 kilômét (12 mi) về phía bắc Oleśnica và 40 kilômét (25 mi) về phía đông bắc của thủ đô khu vực Wrocław.
Gmina có diện tích 167,99 kilômét vuông (64,9 dặm vuông Anh), và tính đến năm 2006, tổng dân số của nó là 12.879 (trong đó dân số Twardogóra là 6.866, và dân số của vùng nông thôn của Gmina là 6.013).

## Gmina lân cận
Gmina Twardogóra giáp với các Gmina của Dobroszyce, Krośnice, Międzybórz, Oleśnica, Sośnie và Syców.

## Làng
Ngoài thị trấn Twardogóra, các Gmina chứa các làng Bedzin, Brodowce, Brzezina, Bukowinka, Chełstów, Chełstówek, Cztery Chałupy, Czwórka, Dąbrowa, Domasławice, Drągów, Drągówek, Drogoszowice, Droździęcin, Gola Mala, Gola Wielka, Goszcz, Grabek, Grabowno Nam, Grabowno Wielkie, Jezioro, Kolonia, Kuźnia Goszczańska, Kuźnica Goszczańska, Łazisko, Lorki-Kolonia, Moszyce, Nowa Wies Goszczańska, Olszówka, Pajęczak, Poręby, Pustkowie, Sądrożyce, Sosnówka, Świniary, Szczodrak, Troska, Trzy Chałupy, Wesółka và Zakrzów.